# Lemaitre (hudební skupina)
Lemaitre je norská elektronická skupina založená roku 2010. Jejími členy jsou Ketil Jansen, Ulrik Denizou Lund a Markus Ekrem Neby.

## Historie
V jednom rozhovoru hudebníci uvedli, že skupina je pojmenovaná po Georgesu Lemaîtreovi, belgickém knězi a astronomovi, který jako první vyslovil teorii Velkého třesku.
Třetí album skupiny, Relativity 2, dosáhlo v květnu 2012 první příčky v žebříčku prodejnosti v kategorii elektronická hudba online obchodu iTunes v Kanadě a USA. Ve stejné kategorii pak dosáhlo na třetí místo ve Švýcarsku, osmé místo v Austrálii a desáté ve Francii. Celosvětově pak dosáhlo na čtvrtou příčku v kategorii pop.
Lemaitre se také objevili v několika reklamách na produkty firmy Apple, či videích společnosti Facebook.

## Diskografie

### Alba
- The Friendly Sound (2010)

1. The Friendly Sound
2. Nishio
3. Blue Shift
4. Strobes Pt. 2
5. 1:18

- Relativity 1 (2012)

1. Appreciate
2. Coffee Table
3. Sceptics
4. The End

- Relativity 2 (2012)

1. Keep Close
2. Time to Realize
3. Splitting Colors
4. Steady State
5. Appreciate (Uppermost Remix)

- Relativity 3 (2013)

1. Continuum
2. Iron Pyrite
3. Fiction
4. Cut to Black

- Relativity By Nite (2013)

1. Sceptics (Club Mix)
2. Fiction (Club Mix)
3. Splitting Colors (Club Mix)
4. Cut to Black (Instrumental)
5. Continuum (Ferhplay Remix)
6. Continuum (Ghost of Venice Remix)
7. Continuum (Josef Bamba Remix)
8. Splitting Colors (Louis La Roche Remix)
9. Fiction (Mullaha Remix)

- Singularity (2014)

1. High Tide
2. Wait (feat. LOLO)
3. Go
4. All I Need (feat. Chuck Inglish)

- Singularity (Remixed) (2014)

1. High Tide (Oliver Nelson & Tobtok Remix)
2. All I Need (feat. Chuck Inglish) [Prince Fox Remix]
3. All I Need (Nebbra Remix)
4. Wait (feat. LOLO) [Danrell Remix]
5. Wait (feat. LOLO) [Lindsay Lowend Remix]
6. Wait (feat. LOLO) [Elephante Remix]

- 1749 (2016)

1. Not Too Late
2. Stepping Stone (feat. Mark Johns)
3. Closer (feat. Jennie A.) (2015)
4. Day Two
5. Nishio 2 (feat. Giraffage)

- Afterglow (2018)

1. Playing To Lose (feat. Stanaj)
2. We Got U (feat. The Knocks)
3. Haze (feat. Phoebe Ryan)
4. Last Night On Earth

- Fast Lovers (2019)

1. Fast Lovers
2. Smoke
3. Rocket Girl (feat. Betty Who)
4. Better Now
5. Big
6. Little Things

### Remixy
- Lo-Fi-Fnk - Kissing Taste (2012)
- Netsky - We Can Only Live Today (Puppy) (feat. Billie) (2012)
- Mat Zo & Porter Robinson - Easy (2013)
- Martin Solveig & The Cataracs - Hey Now feat. Kyle (2013)

### Singly
- Momentum (2010)
- Primeval Atom (2010)
- Unclouded Judgement (2010)
- Fossil Fuels (2010)
- Come Again (2010)
- Closer (2015)
- Stepping Stone (feat. Mark Johns) (2016)
- We Got U (feat. The Knocks) (2016)
- Machine (2018)
- Control (with Jerry Folk) (2018)
- Rocket Girl (feat. Betty Who) (2018)
- Big (2018)
- Little Things (2018)

### Kompilace
- Chapter One (2017)

### Hudební videa
- Unclouded Judgment (2010)
- Come Again (2010)
- Across the Baltic (2011)
- Appreciate (2012)
- Coffee Table (2012)
- Sceptics (2012)
- The End (2012) Johannes Greve Muskat (JGM)
- Time to Realize (2012)
- Keep Close (2012)
- Continuum (2013)
- Cut to Black (2013)
- Fiction (2013)
- High Tide (2014)
- Wait (feat. LOLO) (2014)
- Closer (feat. Jennie A.) (2015)
- Stepping Stone (feat. Mark Johns) (2016)
- We Got U (feat. The Knocks) (2016)
- Playing To Lose (feat. Stanaj) (2017)
- Higher (feat. Maty Noyes) (2017)
- Machine (2018)
- Big (2018)
- Fast Lovers (2019)